# Kritiek van de democratie
Sinds democratie ontstond in de klassieke oudheid, is er kritiek van de democratie. In een democratie wordt een zekere mate van kritiek en zelfs protest beschouwd als belangrijk. Kritiek uiten is deel van de vrijheden die worden gegarandeerd en van het democratische debat.
Sommige kritiek komt voort uit de vergelijking met andere politieke organisatievormen. Die andere organisatievormen kunnen verschillende richtingen uitgaan:
- Meer autoritaire politieke organisatievormen (autocratie), met een kleinere groep leiders die daadkrachtig overkomt.[4]

- Meer democratische politieke organisatievormen, met minder machtsconcentratie.[5]

## Kritiek: burgers zijn niet geschikt om macht te krijgen
Deze kritiek gaat erover dat bij een democratie alle burgers macht hebben, ook burgers die niet bekwaam zijn. Zo zijn sommige kiezers slecht geïnformeerd over politiek en beleid, of niet geïnteresseerd. Dit zou leiden tot slechte bestuurders en slecht bestuur. De Griekse filosoof Plato was onder meer om deze reden tegenstander van democratie. Hij pleitte voor een heerschappij van de "meest geschikten".
Verder bouwend op deze kritiek wordt soms voorgesteld om bepaalde testen op te leggen. Slechts gekwalificeerde burgers mogen dan een stem uitbrengen of zich kandidaat stellen. Zulke testen benadelen echter bepaalde groepen, bijvoorbeeld kortgeschoolden of laaggeletterden. Daarnaast kan het misbruikt worden door machthebbers om de stem af te nemen van kiezers met een voor hen ongewenst profiel.
Een andere formulering van deze kritiek, is dat het in een democratie van belang is om burgers op te leiden en te informeren over democratie, politiek en beleid. Zo heeft over de eeuwen heen de ontwikkeling van communicatiemiddelen een rol gespeeld in de democratisering.

## Kritiek op het toekennen van de macht aan een meerderheid (meerderheidsdenken)
Deze kritiek gaat erover dat in een democratie een meerderheid beslissingen kan nemen die nadelig zijn voor andere groepen. In verregaande gevallen spreekt men over tirannie van de meerderheid. Om dit te voorkomen, staan in de grondwet vaak belangrijke vrijheden en beschermingen, die slechts kunnen gewijzigd worden met een bijzondere meerderheid.
Onder meer groepen die slecht vertegenwoordigd zijn in een democratie, kunnen nadeel ondervinden van meerderheidsdenken.
De politieke strijd tussen verschillende groepen kan leiden tot spanning en polarisatie in de samenleving.

## Kritiek: democratie is kwetsbaar en gevoelig voor afbraak door kwaadwilligen
Democratieën zijn kwetsbaar in die zin dat tegenstanders schijnbaar volgens de wettelijke regels de macht kunnen verwerven, en de democratie vervolgens gedeeltelijk of helemaal kunnen afschaffen.
Een andere formulering van deze kritiek is dat een samenleving waar tolerantie onvoldoende begrensd is, intoleranten de macht kunnen grijpen. Dit noemt men de paradox van tolerantie.
Om de macht te verwerven, gebruiken tegenstanders een waaier aan technieken:
- Met propagandatechnieken worden kiezers misleid en wantrouwen in het systeem gezaaid. Hiervoor kunnen massamedia misbruikt worden, zoals televisie of sociale media.[20] Zo claimde Andrés Sepúlveda dat hij gedurende acht jaar met een team van hackers belangrijke politieke campagnes in Latijns-Amerika vervalste. Hij stal campagnestrategieën, manipuleerde sociale media om valse golven van steun en afkeer te creëren en installeerde spyware bij opponenten. Zo hielp hij onder meer in Mexico Peña Nieto aan een verkiezingsoverwinning bij de presidentsverkiezingen.[21]
- Soms worden onder het mom van terreurbestrijding wetten ingevoerd die rechten en vrijheden onder druk zetten.[22]

- Valse politieke tegenstanders kunnen worden gebruikt om echte oppositie te ondermijnen.[23] Om democratieën minder kwetsbaar te maken, worden soms regels voorgesteld die de invloed van geld beperken.[24][25][26]

## Kritiek: de machthebbers in de democratie vormen een elite
In een democratie ligt de macht in theorie bij het volk, dat gelijkwaardig is. Toch werd bij de oprichting van veel democratieën, na debat, beslist om een bepaalde elite te behouden. Deze elite wordt gevormd door onder meer verkozenen, partijleiders, hoge magistraten en hoge ambtenaren. Ze bestaat vooral uit mensen uit hogere sociale kringen en met specifieke opleidingen, en geniet een bepaalde status en voordelen. Een argument dat soms wordt gebruikt ter verdediging van deze aanpak, is dat op die manier meer gewone burgers hun toestemming kunnen geven aan het bestuur, bijvoorbeeld via verkiezingen, dan bijvoorbeeld wanneer bestuurders door loting bepaald worden. Bij loting is er geen manier voor gewone burgers om hun goedkeuring of afkeuring te uiten over de manier waarop de macht is georganiseerd.
Toch kent het principe van het loten van bestuurders ook voorstanders, zoals auteur David Van Reybrouck, die erop wijzen dat het veel van de tekortkomingen van representatieve democratieën verhelpt. Ook vormen van directe democratie worden soms voorgesteld om de macht van de politieke elite te verminderen. Politicoloog Robert Dahl stelde voor om in gevorderde democratieën groepen in te schakelen van bijvoorbeeld duizend gelote burgers, om prioriteiten te stellen of om specifieke grote problemen aan te pakken. Hij noemde deze groepen "minipopuli", die hij zag als een aanvulling op, eerder dan een vervanging van, wetgevende organen.

## Kritiek: democratieën zijn duur en inefficiënt
Een aantal mechanismen en praktijken eigen aan een democratie gaan gepaard met kosten en inefficiënties.
Enkele voorbeelden:
- Parlementen en andere representatieve organen, waar voorstellen geanalyseerd en beoordeeld worden, hebben een kostenplaatje. Zo kost het Europees parlement en de daaraan gelinkte infrastructuur en organisatie ongeveer 2,5 miljard euro in 2025.[32]
- Soms kan het, door dynamieken en mechanismen eigen aan democratieën en haar instellingen, onredelijk lang duren voor bepaalde beslissingen worden genomen. Zo wordt in de Verenigde Staten regelmatig gefilibusterd.[33]
- Politici kunnen de neiging hebben om (vermeend) onpopulaire maatregelen te vermijden, en populaire maatregelen te verkiezen, ook al is dat nadelig voor de samenleving. Zo is in Frankrijk jarenlang gedebatteerd over het verhogen van de pensioenleeftijd. Dit is gedurende vele jaren onder druk van burgers uitgesteld.[34]
- Dat burgers verregaande rechten en vrijheden genieten, en er een hoge rechtszekerheid is, kan innovatieve of ingrijpende projecten vertragen of verhinderen. Hierdoor kan het resultaat negatief zijn voor de samenleving. Een voorbeeld hiervan is NIMBY (Not In My Back Yard).
- Veel inspanningen gaan naar lobbyen, waar grote kosten tegenover staan, maar wat ook tot beslissingen kan leiden die in het voordeel zijn van degene die lobbyt, maar in het nadeel van de samenleving als geheel. In dit verband spreekt men soms van een democratisch tekort.[35]

## Kritiek: democratie is sterk gebonden aan een specifieke context
Deze kritiek komt er op neer dat democratie niet zomaar toegepast kan worden op een land. Democratie heeft door de eeuwen heen een aantal evoluties ondergaan, die zijn samengegaan met maatschappelijke en sociale veranderingen. Zo hebben participatieve en representatieve bestuursvormen in de late middeleeuwen bijgedragen tot het ontstaan van democratie in haar huidige vorm. Ook het canoniek recht, dat benadrukte dat leiders goedkeuring van leden moeten krijgen, is van invloed op huidige westerse democratieën. De opkomst van individualisme en een voorkeur voor keuzevrijheid vergemakkelijkte de ontwikkeling van democratische processen.
Een voorbeeld waar de waarheid van deze stelling bleek speelde zich af in Afghanistan toen de Verenigde Staten gedurende meer dan een decennium probeerde haar vorm van rechtsstaat daar in te voeren. Dit faalde, onder meer door een gebrek aan erkenning van de bestaande lokale rechtsorde.